# Tepetzintla (kommun i Mexiko, Puebla, lat 19,95, long -97,85)
Tepetzintla är en kommun i Mexiko.   Den ligger i delstaten Puebla, i den sydöstra delen av landet, 150 km öster om huvudstaden Mexico City. Antalet invånare är 10 240. Arean är 71 kvadratkilometer.
Terrängen i Tepetzintla är kuperad österut, men västerut är den bergig.
Följande samhällen finns i Tepetzintla:
- Tlamanca de Hernández
- Xochitlaxco
- Tonalixco
- Tenantitla
- Chicometepec
- Tlaquimpa
- Xicalahuatla
- Koako
- Omitlán
- Tempextla
- Chachayoquila
- Ejido el Milagro
- Tecpa